# El M'Ghair
El M'Ghair (în arabă المغير) este o comună din provincia El Oued, Algeria.
Populația comunei este de 49.793 de locuitori (2008).